# Kirjat Elijahu

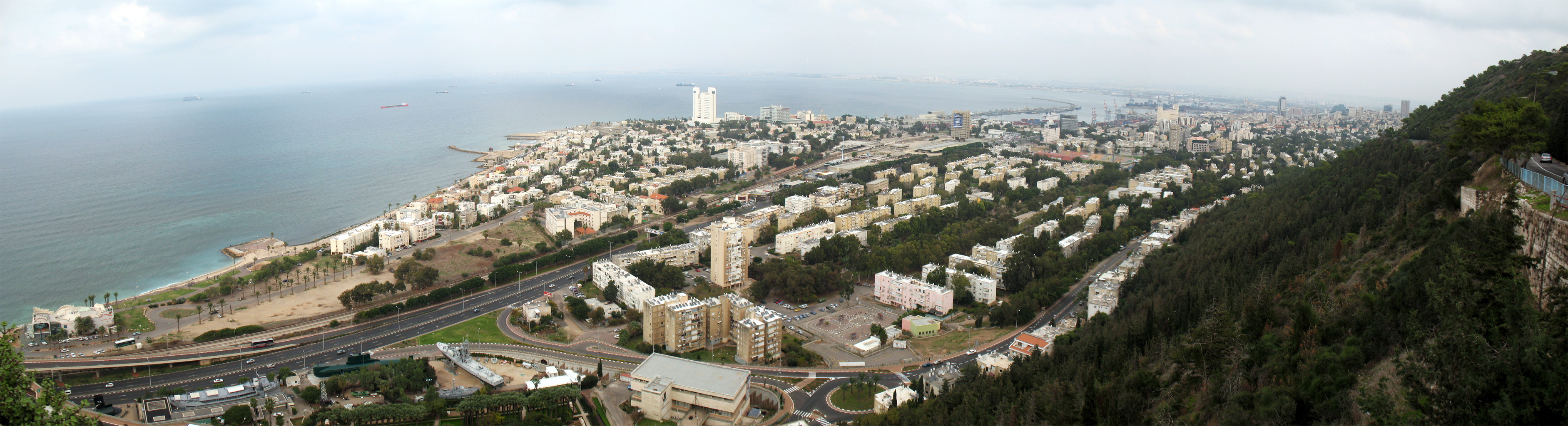
Panoramatický pohled na severní okraj Haify, v popředí Kirjat Eli'ezer, v pozadí Bat Galim, vpravo vzadu Kirjat Elijahu

Kirjat Elijahu (hebrejsky: קריית אליהו, doslova Elijahuovo město) je čtvrť v severní části Haify v Izraeli. Nachází se v administrativní oblasti Ma'arav Chejfa na úpatí pohoří Karmel.

## Geografie
Leží na pobřeží Středozemního moře v nadmořské výšce do 50 metrů, cca 1 kilometr západně od centra dolního města. Na východě a jihovýchodě s ní sousedí čtvrť ha-Mošava ha-Germanit, na severu Bat Galim, na západě Kirjat Eli'ezer a na jihu Karmel Cafoni. Zaujímá úzký rovinatý pás území mezi mořským břehem a severním okrajem prudkých svahů pohoří Karmel, na nichž zde stojí Světové centrum Bahá'í. Hlavní dopravní osou je dálnice číslo 4 (třída Derech Jafo a Mesilat ha-Barzel). Pobřeží zaujímá Haifský přístav. Populace je židovská s arabskou menšinou.

## Dějiny
Čtvrť má plochu 0,45 kilometru čtverečního. V roce 2008 tu žilo 4 300 lidí (z toho 2 670 Židů, 190 muslimů a 490 arabských křesťanů). Statisticky se k ní počítá ještě další urbanistický okrsek s rozlohou 0,30 kilometru čtverečního, který ovšem je bez trvalých obyvatel.